# Общество изучения Амурского края
О́бщество изуче́ния Аму́рского кра́я — первая научная организация на Дальнем Востоке России. Учреждено в 1884 году во Владивостоке. До 1923 года было самостоятельной организацией. Функционирует по настоящее время в качестве регионального отделения Русского географического общества.
Сокращённое наименование: ОИАК. 
 Современное полное наименование: Приморское краевое отделение Всероссийской общественной организации «Русское географическое общество» — «Общество изучения Амурского края».

## История
11 (23) декабря 1883 года в газете «Владивосток» флотский механик А. М. Устинов опубликовал статью с предложением создать городской музей. Статья послужила толчком для объединения известных в городе людей, занимавшихся исследованием и освоением восточной окраины России — чиновников, военных, предпринимателей, мещан. Решили музеем не ограничиваться и создать научно-просветительское общество — с самостоятельными исследованиями и экспедициями, публичными лекциями, общедоступной библиотекой.
18 (30) апреля 1884 года Военный губернатор Владивостока контр-адмирал А. Ф. Фельдгаузен утвердил устав Общества изучения Амурского края. На первом заседании ОИАК, 24 апреля (6 мая), председателем его распорядительного комитета был избран Ф. Ф. Буссе, секретарём — И. А. Бушуев. Была образована библиотека ОИАК, начали формироваться коллекции будущего музея.

Амурским краем называли в то время огромную территорию. Это нынешний Приморский край, юг Хабаровского края, Амурская область, Сахалин, Еврейская автономная область и, кроме того, северная часть Маньчжурии (бассейн притока Амура — Сунгари). Однако, сфера интересов Общества была даже шире по географии, да и в научном отношении одним краеведением не ограничивалась. § 1 Устава ОИАК 1887 года гласил: 
Общество имеет целью всестороннее изучение р. Амура, русского побережья Восточного океана и сопредельных местностей и ознакомление с ними посредством собрания коллекций и разных сведений по всем отраслям естествознания, географии, этнографии, археологии и научной разработки собранных материалов, равно посредством составления библиотеки из сочинений об указанном крае, не ограничиваясь какой-либо специальностью.
Для сравнения: Императорское Русское географическое общество (ИРГО) имело цели скромнее — изучение географии, истории, археологии и этнографии. Южно-Уссурийское отделение Приамурского отдела ИРГО было основано в Никольск-Уссурийске лишь в 1916 году, и изучало оно только Южно-Уссурийский край, то есть половину современного Приморского края.
Общество изучения Амурского края с самого начала получало помощь и покровительство высших чиновников и членов императорской семьи. Изучение и освоение дальней окраины Российской империи укрепляли власть государства в регионе, в том числе в недавно приобретённых владениях, отошедших к России по Айгунскому договору (1858) и Пекинскому трактату (1860).
Устав, утверждённый «с Высочайшего соизволения» Министром народного просвещения, Общество получило в августе 1887 года. В предложенный Обществом проект Устава правительство внесло лишь пару заметных дополнений — что не только Общество, но и его Распорядительный комитет (§ 16 Устава), и будущий музей (§ 4) должны находиться во Владивостоке.

С 1888 года публиковались «Записки Общества изучения Амурского края». Из аннотации к первому тому «Записок»: 
«Записки Общества изучения Амурского края» — официально разрешённое Обществу периодическое издание. Сообразно с целью Общества записки будут заключать в себе вообще материалы, касающиеся разных отраслей изучения края, в виде ли научных работ, или заметок и монографий. В них могут быть помещаемы и работы лиц, не принадлежащих к составу членов Общества… Записки будут выходить по мере накопления материала отдельными томами…
Материалов для публикации с избытком хватило уже и для первого тома «Записок» — по геологии и археологии юга Приморья, морской зоологии Сахалина. Например, летом 1888 откомандированный ОИАК учитель Владивостокской мужской прогимназии В. П. Маргаритов открыл залежи каменного угля в долине реки Сучан у деревни Новицкой. В 1896 здесь будет основан Сучанский каменноугольный рудник (ныне город Партизанск).
Археологические исследования Общества, начатые его председателем, Ф. Ф. Буссе, получили высокую научную оценку. Императорская Археологическая комиссия не только давала разрешение Обществу на раскопки, но в 1887 году поручила ему «следить за собиранием и сохранением всех древностей в крае и оберегать их от хищничества».
В 1894 году ОИАК стало отделением Приамурского отдела ИРГО, созданного 2 (14) мая в Хабаровске. Получив от ИРГО небольшую субсидию, ОИАК, однако, сохранило свою автономию и прежнее название.
Общество было приглашено к участию во Всемирной выставке 1900 года в Париже, где получило две бронзовые медали.
С 1907 года Обществом присуждается премия имени Ф. Ф. Буссе.
К 1915 году фонды музея насчитывали более 15 тысяч музейных предметов.
Во время гражданской войны здание музея дважды реквизировали. В декабре 1918 года музей заняла французская военная миссия, а в 1919—1920 годах — Управление снабжением и продовольствием Верховного правителя России А. В. Колчака.

### Советский период
В 1923 Общество изучения Амурского края, до сих пор самостоятельная организация, столкнулось с проблемой регистрации в советских органах. Нужна была подчинённость какому-либо центральному обществу. Попросились в РГО. В 1924 году ОИАК переименовали во Владивостокский отдел Государственного Русского географического общества (ВоГРГО), в 1926 году — во Владивостокский отдел Государственного географического общества (ВО ГГО).
17 февраля 1925 года декретом Совнаркома музей был изъят из собственности ОИАК и получил название Владивостокского государственного областного музея. Ныне это Музей истории Дальнего Востока имени В. К. Арсеньева.
16 апреля 1938 года Государственное географическое общество (ГГО) передано в систему Академии наук СССР и преобразовано во Всесоюзное географическое общество (ВГО, позже — ГО СССР). 27 июня 1938 Приморский облисполком присоединил ВО ГГО к Дальневосточному филиалу Академии наук СССР на правах сектора с передачей всего имущества, принадлежавшего Обществу (то есть общественная собственность стала государственной). ВО ГГО стал Приморским филиалом (ПФ ГО СССР).

### Постсоветский период
Несмотря на то, что всем региональным отделениям РГО был предписан единый Устав, ОИАК имел свой.
В октябре 2011 президент РГО С. К. Шойгу проверил сохранность архива ОИАК. О результатах не сообщалось.
В ноябре 2012 года был создан Попечительский совет ОИАК. В отличие от других отделений РГО, совет возглавил не глава субъекта федерации (губернатор Приморского края), а глава администрации Владивостока И. С. Пушкарёв. В годовом отчёте РГО среди 4 созданных в 2012 году и 10 планировавшихся региональных Попечительских советов Приморье не упоминается.
В 2012 году лишь 21 региональное отделение РГО из 81 имело статус юридического лица, в том числе — ОИАК.

## Деятели и меценаты ОИАК
В первоначальный состав Общества вошли 45 его учредителей, в конце 1887 года в ОИАК состоял 181 человек, в 1900 году — 25, в 1908 — 89, в 1911 — 71 человек. Главной причиной колебания численности был перевод военных и чиновников к новому месту службы. В 2000-е годы численность ОИАК стала около 400 человек. В 2009 году ОИАК был третьим после Санкт-Петербургского и Московского крупнейшим отделением РГО.
- Буссе, Фёдор Фёдорович (1838—1897) — географ, исследователь, этнограф, историк, первый председатель ОИАК (1884)
- Бушуев, Иван Алексеевич (?—1897) — прокурор Владивостокского окружного суда, охотник, секретарь (1884) и заместитель председателя ОИАК (1890)
- Виттенбург, Владимир Иванович (1840—1895) — бывший ссыльный, чиновник почтово-телеграфного ведомства[9]
- Гомзяков, Павел Иванович  (1867—1921) — морской врач, первый поэт Владивостока, переводчик[10]
- Гриневецкий, Лев Францевич (1839—1891) — военный врач, краевед, полярный исследователь, основатель Анадыря, член Распорядительного комитета ОИАК (1884)
- Зуев, Александр Ювеналиевич (1856—1924) — морской врач, позже почётный лейб-медик, тайный советник, глава санитарной службы флота (1908—1921)
- князь Кропоткин, Лев Алексеевич (1842—1921) — археолог, член Распорядительного комитета ОИАК (1884)
- Максимов В. В.
- Манцевич И. И. — член Распорядительного комитета ОИАК (1884)
- Маргаритов, Василий Петрович (1854—1916) — учитель, этнограф, городской голова Владивостока (1910—1914), председатель Совета ОИАК (1888—1895)
- Мультановский, Яков Яковлевич (1857—1906) — хирург Владивостокского морского госпиталя (1882—1892), флагманский врач 2-й эскадры флота Тихого океана (1904—1905)
- Павлов В. Н.
- Роттергольм М. Г.
- Соллогуб, Николай Варламович (1846—1893) — основатель и редактор первой в Приморье газеты «Владивосток»
- Токаревский К. М.
- Устинов, Александр Михайлович — флотский механик, инициатор учреждения музея, член Распорядительного комитета ОИАК (1884), почётный член ОИАК
- Фёдоров, Михаил Кузьмич (1840—1906) — первый городской голова Владивостока (1875—1883 и 1891—1902), почётный член ОИАК[10]
- Шевелёв, Михаил Григорьевич (1847—1903) — предприниматель, владелец пароходной компании, китаевед, первый казначей ОИАК, член Распорядительного комитета ОИАК (1884)

- Бабинцев, Василий Петрович — управляющий филиалом и компаньон торговой фирмы «Чурин и Ко»
- Даттан, Адольф Васильевич (1854—1924) — управляющий торговой фирмой «Кунст и Альберс», почётный гражданин Владивостока (1899), германский консул (1908)
- Лангелитье, Иоганн Михайлович  (?—1900) — предприниматель, купец 1-й гильдии
- Нобель, Эммануил Людвигович (1859—1932) — нефтепромышленник, инженер, глава товарищества «БраНобель», владевшего керосиновыми складами на Первой Речке[11]
- Пьянков, Владимир Павлинович (?—1903) — книготорговец
- Скидельский, Леонтий Семёнович  (1845—1916) — купец 1-й гильдии, почётный гражданин Владивостока
- Суворов, Михаил Иванович (1858—1912) — строитель, лесопромышленник, меценат, почётный гражданин Владивостока[10]

- Авелан, Фёдор Карлович (1839—1916) — управляющий Морским министерством (1903—1905), член ОИАК (1888)
- фон Агте, Антонин Аполлонович (1857—1919) — генерал-майор, начальник Владивостокской крепостной сапёрной бригады
- великий князь Александр Михайлович (1866—1933) — почётный член (1887) и покровитель ОИАК (1892—1917)
- великий князь Алексей Александрович (1850—1908) — почётный член ОИАК (1887)
- Анучин, Дмитрий Гаврилович (1833—1900) — военный писатель, генерал-губернатор Восточной Сибири (1879—1884), первый почётный член ОИАК
- Арсеньев, Владимир Клавдиевич (1872—1930) — путешественник, географ, этнограф, писатель, исследователь Дальнего Востока, почётный член ОИАК (1927)
- Базилевский, Платон Евгеньевич (1856—1916) — военный инженер-архитектор, автор проекта вокзала Владивостока, генерал-лейтенант (1907), член ОИАК (1895)
- Баранов, Иосиф Гаврилович (1835—?) — генерал-майор, военный губернатор Приморской области (1881—1888), почётный член ОИАК[11]
- Браиловский, Сергей Николаевич (1861—?) — этнограф, историк литературы, педагог
- Бринер, Юлий Иванович (1849—1920) — предприниматель, почётный гражданин Владивостока, член-соревнователь ОИАК, дед американского актёра Юла Бриннера
- Буссе, Наталья Фёдоровна — сестра Ф. Ф. Буссе, инициатор учреждения премии его имени, почётный член ОИАК (1897)[5]
- Вальден, Аксель Кириллович (1843—1916) — провизор, председатель городской думы (1906)
- Венюков, Михаил Иванович (1832—1901) — военный географ, путешественник, генерал-майор, почётный член ОИАК
- Виттенбург, Павел Владимирович (1884—1968) — географ, геолог, арктический исследователь, второй лауреат премии ОИАК имени Ф. Ф. Буссе (1911)[5]
- Гек, Фридольф Кириллович (1836—1904) — мореплаватель, китобой, исследователь, член-соревнователь ОИАК[10]
- Гондатти, Николай Львович (1861—1946) — исследователь Сибири и Дальнего Востока, антрополог, Приамурский генерал-губернатор (1911—1917), член ОИАК (1893)
- Гродеков, Николай Иванович (1843—1913) — Приамурский генерал-губернатор (1898—1906), почётный член ОИАК
- Давыдов, Борис Владимирович (1884—1925) — гидрограф-геодезист, начальник Гидрографической экспедиции Тихого океана (1913)
- Дербек, Фёдор Альбертович (1871—?) — военный врач, исследователь, директор музея ОИАК (1902—1914)
- Евсевий (Никольский) (1860—1922) — архиепископ Владивостокский и Камчатский (1899—1919), почётный член ОИАК
- Жариков, Василий Анисимович (1858—1926) — купец первой гильдии
- Жданко, Михаил Ефимович (1855—1921) — генерал корпуса гидрографов, гидрограф-геодезист, исследователь Белого моря и морей Дальнего Востока
- Кейзерлинг, Генрих Гугович (1866—1944) — граф, предприниматель-китобой, член ОИАК (1894)
- Комаров, Владимир Леонтьевич (1869—1945) — ботаник и географ, будущий президент Академии наук СССР (1936—1945)
- Корнилов, Лавр Георгиевич (1870—1918) — генерал-майор, командир 1-й бригады 9-й Сибирской стрелковой дивизии (на Русском острове), член ОИАК (1913), будущий Верховный Главнокомандующий Русской армии (1917) и вождь Белого движения
- барон Корф, Андрей Николаевич (1831—1893) — генерал от кавалерии, первый Приамурский генерал-губернатор, почётный член ОИАК
- Купер, Александр Карлович (?—1911) — предприниматель, купец 1-й гильдии, благотворитель, действительный член ОИАК (1900)
- Леонтович, Сергей Гаврилович (1862—?) — генерал-майор (1910), этнограф, член-соревнователь ОИАК (1896)
- Линдгольм, Отто Васильевич (1832—1914) — китобой, купец 1-й гильдии, судовладелец, горнопромышленник, член ОИАК
- Логиновский, Карп Дмитриевич (1867 — ок. 1924) — этнограф, археолог, фольклорист, член Распорядительного комитета и «завхоз» ОИАК (1903)
- Лопатин, Иван Алексеевич (1888—1970) — этнограф, писатель, педагог, секретарь ОИАК
- Макаров, Степан Осипович (1849—1904) — первый русский океанограф, полярный исследователь, кораблестроитель, вице-адмирал, член ОИАК (1887)
- Масленников, Сергей Васильевич (1851—1906) — горный инженер, первооткрыватель свинцово-цинково-серебряного месторождения в Тетюхе (1897) и нефти на Сахалине, секретарь, член-соревнователь ОИАК
- Матвеев, Николай Петрович (1865—1941) — краевед, японист, редактор-издатель журнала «Природа и люди Дальнего Востока», секретарь ОИАК[11]
- Мольтрехт, Арнольд Карлович (1873—1952) — энтомолог, офтальмолог, путешественник, директор музея ОИАК (1914—1917)
- Надаров, Иван Павлович (1851—1922) — краевед, пожизненный член ОИАК (1885), председатель Приамурского отдела ИРГО (1898—1901), Забайкальский военный губернатор (1901—1904)
- Неупокоев, Владимир Константинович (1873—1912) — военный гидрограф, начальник Владивостокского мореходного училища (1905—1912)
- Оссендовский, Антон Мартинович (1878—1945) — геолог, химик, журналист, первый лауреат премии ОИАК имени Ф. Ф. Буссе (1907)[5]
- Пальчевский, Николай Александрович (1862—1909) — лесничий, ботаник, вице-председатель ОИАК
- Панов, Виктор Ананьевич (1854—1922) — городской голова Владивостока (1903—1905), редактор газеты «Дальний Восток», секретарь ОИАК (1890)
- Пилсудский, Бронислав Осипович (1866—1918) — этнограф, бывший террорист-народоволец и каторжник
- Рончевский, Алексей Данилович (1856—1914) — главный хирург госпиталя, председатель ОИАК (1904—1908)
- Россет, Сергей Селивёрстович (1856—1888) — лейтенант, гидрограф, начальник охраны лежбища котиков на острове Тюленьем (1886—1888), член ОИАК
- Румпетер, Август Петрович (1849—1912) — пастор лютеранской кирхи во Владивостоке, действительный член ОИАК (1885)
- Семёнов-Тян-Шанский, Пётр Петрович (1827—1914) — географ, ботаник, статистик
- Синкевич, Эдуард Иосифович (1879—1936) — купец, действительный член ОИАК
- Скрыдлов, Николай Илларионович (1844—1918) — командующий эскадрой Тихого океана (1903—1904) и Черноморским флотом (1906—1907), член ОИАК (1888)
- Соловьёв, Николай Матвеевич (1859—1932) — председатель ОИАК (1908—1923), почётный член ОИАК (1927), тесть В. К. Арсеньева
- Старцев, Алексей Дмитриевич (1838—1900) — промышленник, сын декабриста Бестужева, пожизненный член ОИАК
- Токмаков, Владимир Иванович — управляющий Владивостокским отделением Государственного банка, член распорядительного комитета ОИАК
- Тренюхин, Владимир Иванович — инженер путей сообщения, председатель Общества народных чтений, член распорядительного комитета ОИАК (1897)
- Унтербергер, Павел Фридрихович (1842—1921) — Приамурский генерал-губернатор (1905—1910), член ОИАК (1885)
- Фельдгаузен, Александр Фёдорович (1832—1907) — Военный губернатор Владивостока, утвердивший первый устав ОИАК, член ОИАК (1885), почётный член ОИАК (1887)
- Черский, Александр Иванович (1879—1921) — орнитолог, натуралист и исследователь Дальнего Востока
- Шестаков, Иван Алексеевич (1820—1888) — управляющий Морским министерством (1882—1888), адмирал, почётный член ОИАК
- Шмидт, Владимир Петрович (1827—1909) — начальник эскадры Тихого океана (1887—1889), член ОИАК (1888)
- Шмидт, Пётр Петрович (1869—1938) — китаевед, лингвист, член ОИАК (1901)
- Штернберг, Лев Яковлевич (1861—1927) — этнограф, бывший ссыльный народоволец, будущий советский академик
- Ющенков, Иван Алексеевич (1859—1923) — городской голова Владивостока (1914—1917), член ОИАК (1889)
- Янковский, Михаил Иванович (1842—1912) — предприниматель, натуралист, селекционер, археолог, член-соревнователь ОИАК

- Абрамов, Константин Георгиевич (1882—1961) — зоолог, путешественник, первый организатор заповедников на Дальнем Востоке
- Августовский, Борис Владимирович (1902—1991) — фармацевт, краевед, коллекционер документов по истории Владивостока и Приморского края
- Бессмертный, Евгений Дмитриевич (1898—1977) — капитан дальнего плавания, писатель, кавалер трёх орденов Трудового Красного Знамени и ордена Ленина, член учёного совета ПФГО
- Берёзкина, Нина Ивановна (1930—1999) — писатель, исследователь истории Дальнего Востока, организатор Народного музея истории профессионального образования Приморского края
- Бровко, Пётр Фёдорович (р. 1949) — географ, член учёного совета ПФГО (1983), председатель ОИАК (2005—2015)
- Вишневский, Виктор Максимович — историк, лауреат премии имени Ф. Ф. Буссе за 1961 год[5]
- Иольсон, Лев Максимович (1891—1938) — известный бонист, член Совета ВоГРГО
- Кантер, Оскар Кристапович (1885—1935) — революционер, чекист, первый председатель Нижне-Амурского облисполкома, член совета ВоГРГО (1926—1935)
- Карпинский, Михаил Михайлович (1891—1959) — капитан 1 ранга, военный историк, председатель ПФГО (1938—1948)
- Костромин, Пётр Иннокентьевич (1899—?) — педагог, краевед
- Куренцов, Алексей Иванович (1896—1975) — биолог, энтомолог и биогеограф Дальнего Востока
- Ларькин, Виктор Григорьевич — историк, этнограф, лауреат премии имени Ф. Ф. Буссе за 1958 год[5]
- Огородников, Владимир Иванович (1886—1938) — историк, исследователь Восточной Сибири, ректор ГДУ (1923—1928)
- Окладников, Алексей Павлович (1908—1981) — археолог, историк, этнограф Сибири и Дальнего Востока, академик АН СССР, лауреат премии имени Ф. Ф. Буссе (1959)[5]
- Пашкевич, Иван Викентьевич (1886—1928) — председатель ВоГРГО (1924—1928)
- Савич, Владимир Михайлович (1885—1965) — ботаник, лесовод и географ, заместитель председателя Совета ВоГРГО (1924)
- Худяков, Глеб Иванович (1928—2011) — геолог, член-корреспондент АН СССР, председатель ПФГО
- Щетинина, Анна Ивановна (1908—1999) — первая в мире женщина — капитан дальнего плавания, председатель ПФГО (1964—1970)

## Здания ОИАК
Существуя главным образом на взносы своих членов и пожертвования, Общество ещё и строилось — в буквальном смысле. В историческом центре Владивостока постепенно образовался целый квартал принадлежащих Обществу зданий.
Музей (улица Петра Великого, 6)

 Объект культурного наследия № 2510030000

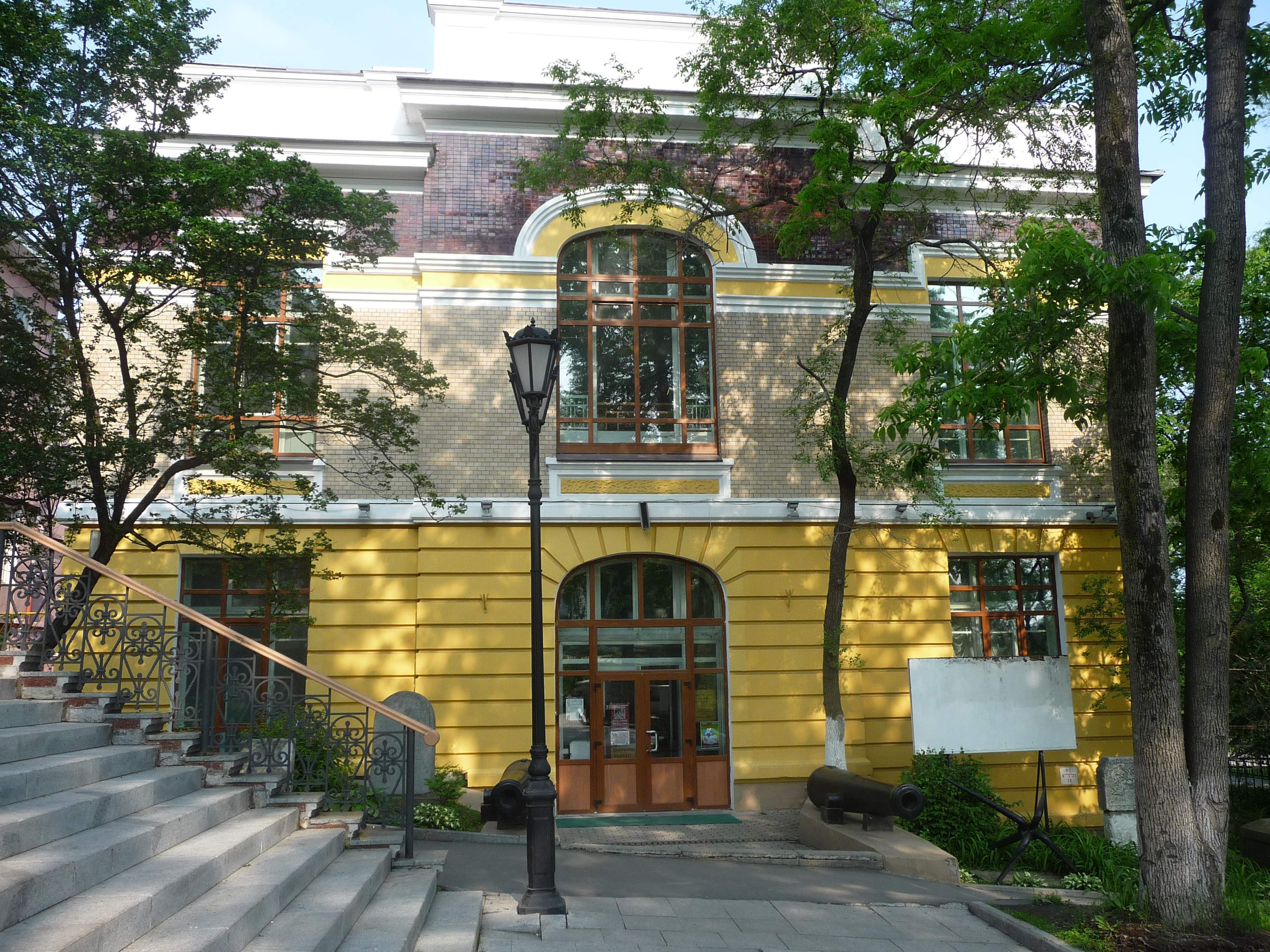
Здание музея ОИАК с надстройкой 1909 года (улица Петра Великого, 6)

В Уставе ОИАК было записано, что «деятельность Общества неразрывно связана с деятельностью музея, основанного им во Владивостоке». Землю Обществу для будущего музея разрешил подарить управляющий Морским министерством И. А. Шестаков. В августе 1886 года А. Ф. Фельдгаузен утвердил земельный план. Бывший в это время во Владивостоке великий князь Александр Михайлович пожертвовал 1000 рублей на строительство. Местные предприниматели последовали его примеру. 30 июня 1888 — закладка здания музея ОИАК по проекту барона Г. В. Розена (по другим данным — инженера К. Г. Сергеенко). 30 сентября 1890 — в присутствии барона А. Н. Корфа, Приамурского генерал-губернатора, освящён и открыт музей ОИАК. Работал он по вторникам, четвергам и субботам, вход был бесплатным. В 1902 и в 1909 годах к зданию музея были сделаны пристройки. Ныне здание принадлежит Музею имени Арсеньева, здесь его музейно-выставочный центр («Музей Города»).

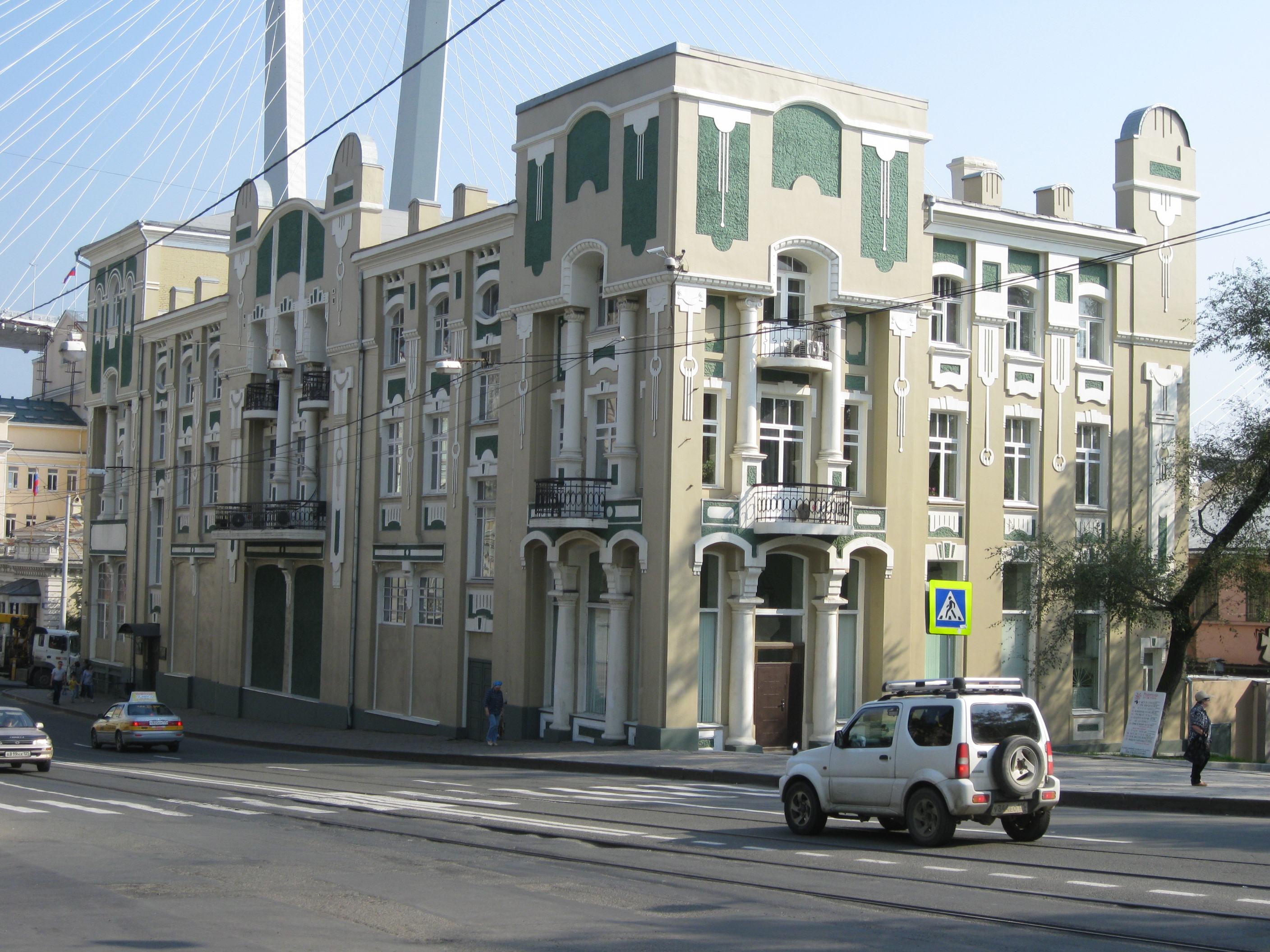
Доходный дом ОИАК (улица Светланская, 50)

Доходный дом (улица Светланская, 50)

 Объект культурного наследия № 2510053000
В 1895 году дума Владивостока отвела в пользование ОИАК земельный участок, а в 1910 году разрешила построить на нём доходный дом. В 1912 году предприниматель В. М. Шуин по договору с ОИАК начал строительство здания, планируя разместить в нём музыкальный театр. В 1913 году недостроенное здание передано в собственность ОИАК. Перепроектировано инженером Н. Д. Федосеевым и в 1914 году перестроено под доходный дом. В 1924 году здание национализировали, но в 1926 году вернули ВоГРГО (ОИАК). В 1938 году здание передали Дальневосточному филиалу Академии наук СССР. Почти весь советский период в здании функционировал кинотеатр. В 1923 году он получил название «Художественный», затем — «Буревестник», а с 1930 года — «Комсомолец». В 1966 году со здания убрали купольные крыши и присвоили ему статус памятника истории краевого значения.

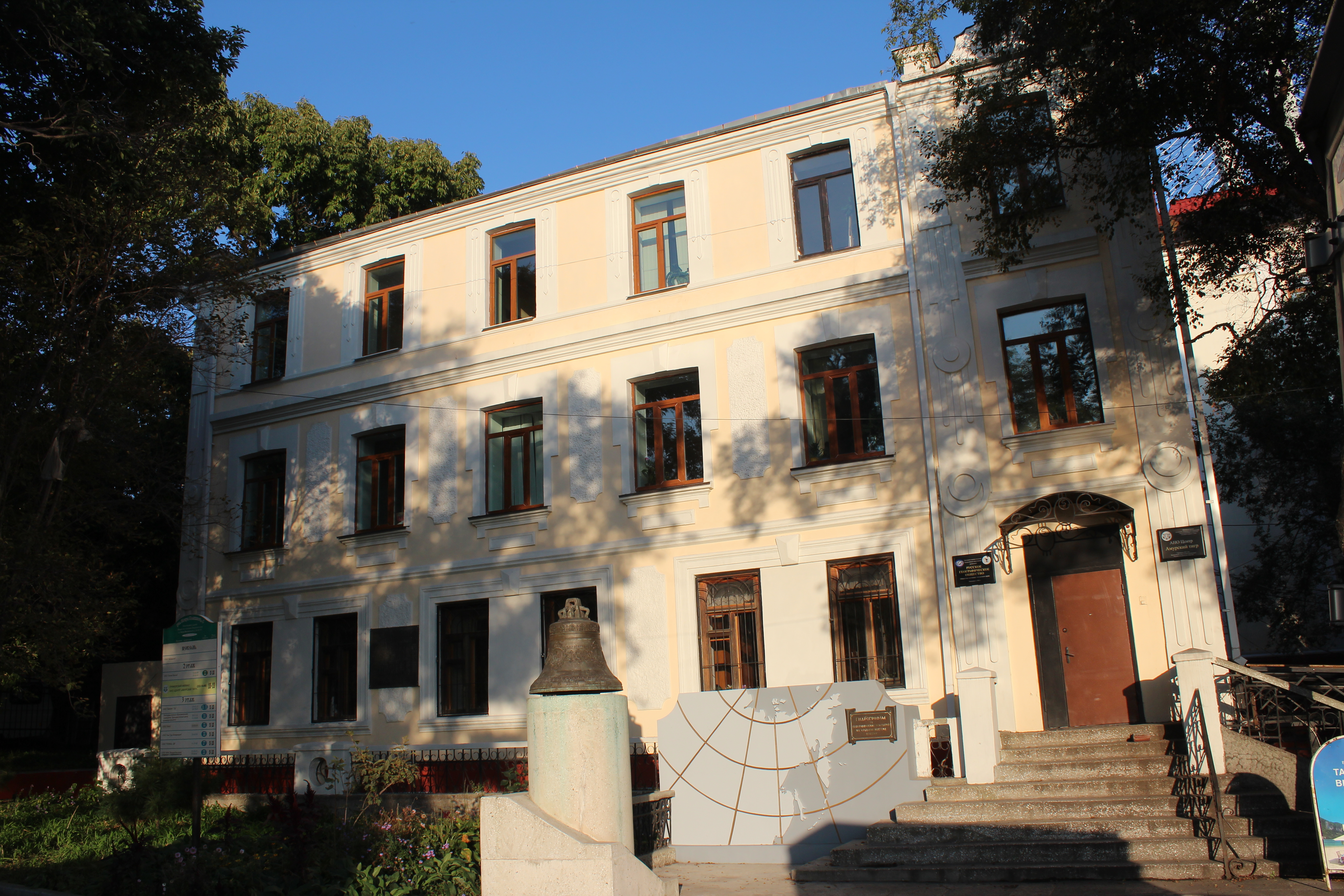
Здание ОИАК (улица Петра Великого, 4)

Библиотека (улица Петра Великого, 4)

 Объект культурного наследия № 2510029000
В 1913—1914 годах по проекту инженера В. Н. Войцеховского на средства меценатов построено нынешнее трёхэтажное здание ОИАК.

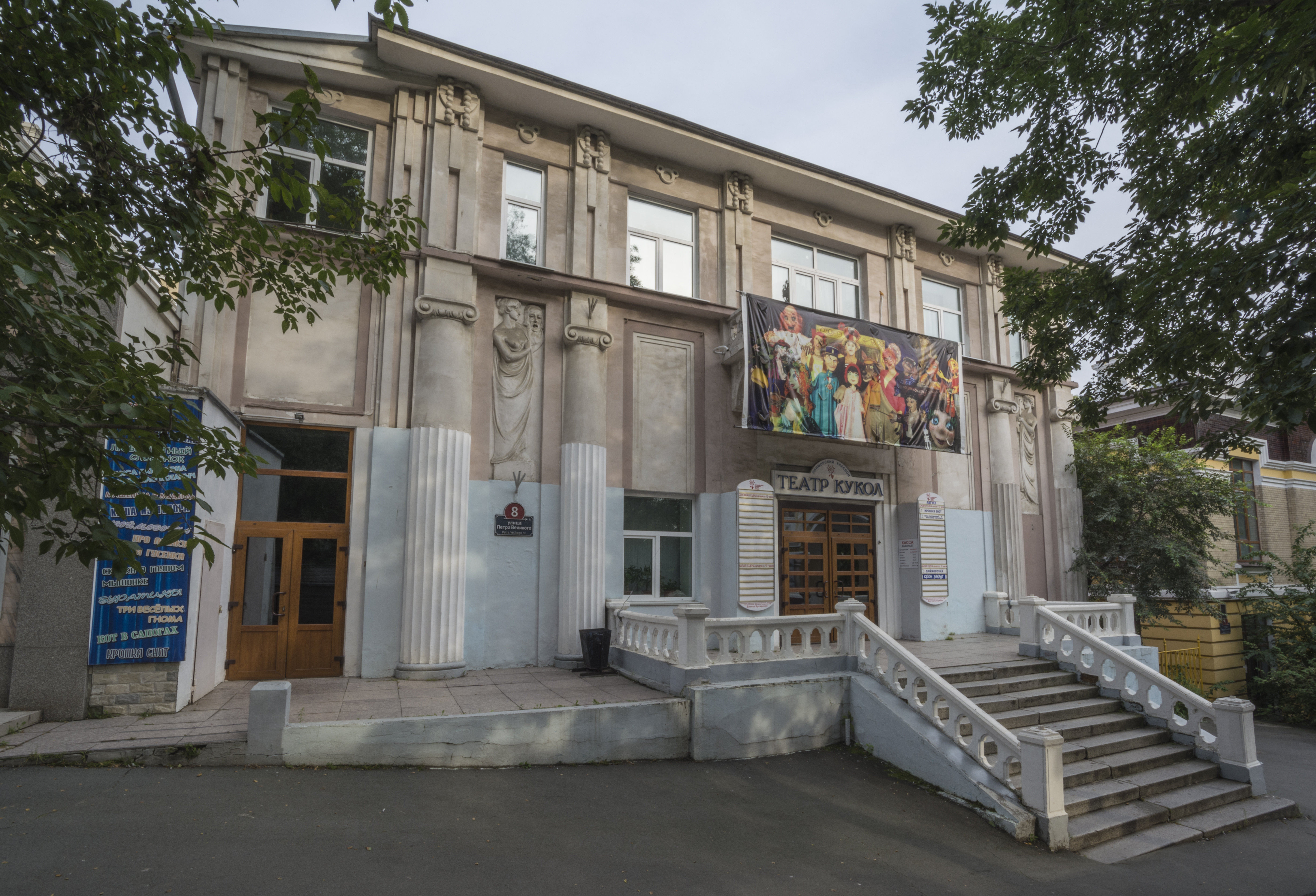
«Новый театр» (улица Петра Великого, 8)

 Объект культурного наследия № 2510031000
К 1919 году не стало денежных поступлений в казну Общества. Распорядительный комитет ОИАК решил построить доходный дом-синематограф. 2 апреля 1919 заключён договор на строительство, а 20 ноября 1921 открыт «Новый театр» с двухъярусным залом на 800 мест и сценой в 30 квадратных саженей. Этот дом по проекту архитектора А. Н. Булгакова стал первым на Дальнем Востоке зданием из монолитного железобетона. С 1925 года здесь кинотеатр «Арс», с 1948 года — кинотеатр «Приморье», с 1989 года — Приморский краевой театр кукол. В 2001 году здание возвращено в собственность ОИАК.